# Ewigkeit

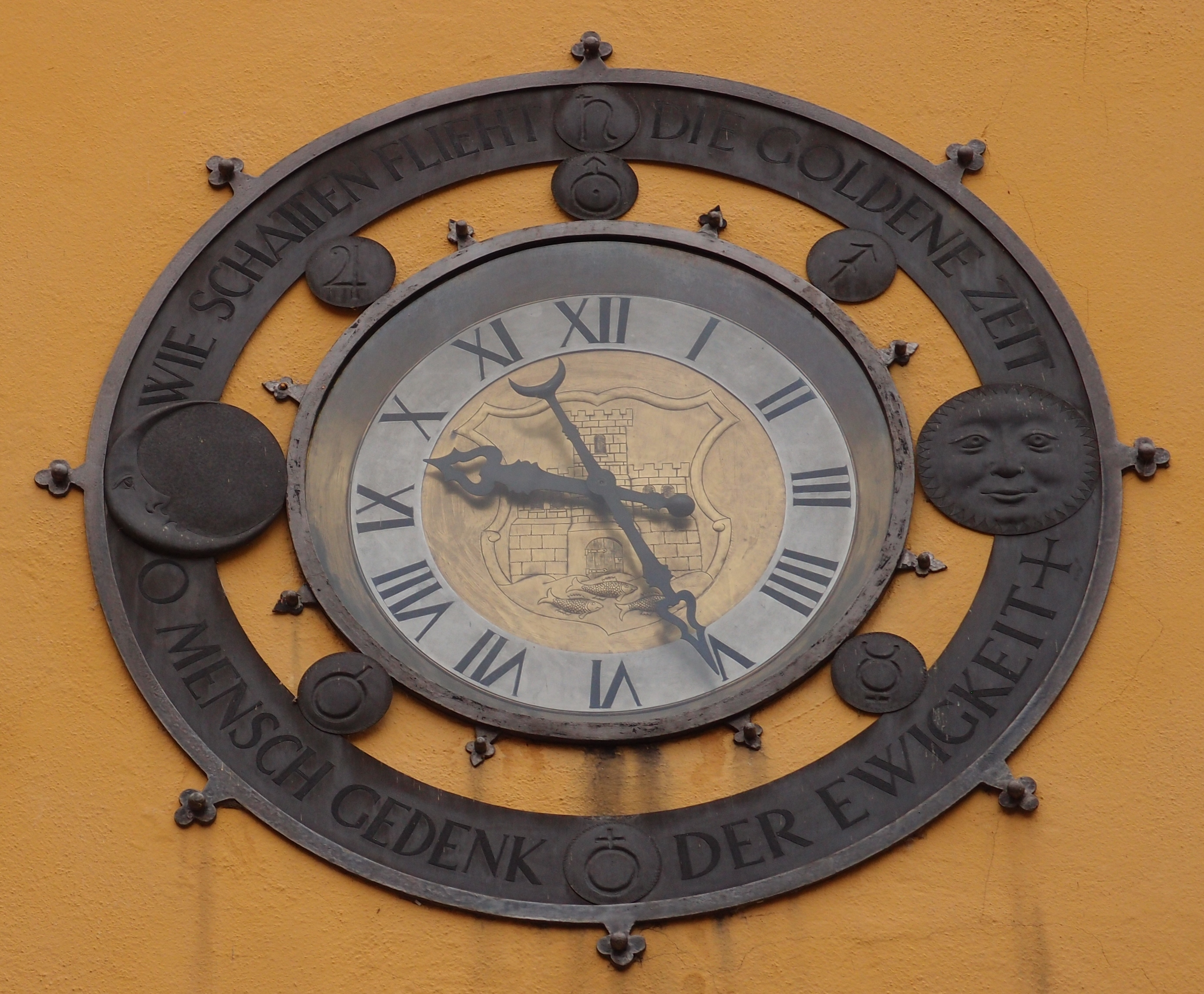
„Ewigkeit“ – Sinnspruch an einer Wanduhr in Meersburg, Bodensee

Unter Ewigkeit oder etwas Ewigem versteht man etwas, das weder einen zeitlichen Anfang noch ein zeitliches Ende besitzt bzw. unabhängig von dem Phänomen Zeit existiert. Antonym zu Ewigkeit ist Vergänglichkeit.

## Begriffsgeschichte
Die ursprüngliche Bedeutung von Ewigkeit war wohl „langer Zeitraum“, vom ahd. ēwe „Lebenszeit“ stammend (ursprünglich wohl von ie. *əiw- „Lebenszeit, Ewigkeit“). Noch im 16. Jahrhundert wurde gebetet von ewen zu ewen. Umgangssprachlich verstand man daher unter Ewigkeit einen langen Zeitraum (vgl. auch heute noch in dieser Bedeutung etwa „Das dauert ja ewig“ – als Übertreibung). Daraus ist ersichtlich, dass „endlos“ ursprünglich nur eine von mehreren möglichen Bedeutungen des heutigen Worts ewig war.
Durch theologische Einflüsse – insbesondere durch die Zeitauffassung des Augustinus – hat der Begriff „Ewigkeit“ später vor allem die Bedeutung der „Zeitlosigkeit“ angenommen.

## Verwendung in der Physik und Philosophie
Das Konzept der Ewigkeit ist wissenschaftlich nicht definiert, da die bekannten physikalischen Theorien, die sich mit Fragen der Kosmologie befassen, den Begriff des Unendlichen nicht sinnvoll formulieren. (Siehe auch: Steady-State-Theorie)
Philosophisch sieht man Konzepte der Logik oder Mathematik als zeitlos, und in diesem Sinne als ewig an. Der Begriffsinhalt von „unendlicher Zeit“, wurde von Platon entwickelt und von Plutarch und der jüngeren Stoa übernommen. Sie ist die Bezeichnung für das Grenzenlose, in dem alle Phänomene angesiedelt sind, deren Anfang oder Ende nicht gedacht werden kann. Die Ewigkeit gilt Platon als die wahrhafte Form des Seins, d. h. als Seinsweise der Ideen, die frei von allem Werden sind. Für die antiken Denker war die Welt unendlich, d. h. auch anfangslos.
Ewige Dinge (ewig im Sinne von ‚zeitunabhängig‘) scheinen vom Anfang bis zum Ende der uns bewussten Zeit unverändert anzudauern, sofern wir sie überhaupt wahrnehmen. Dennoch ist ewig nicht mit statisch gleichzusetzen.

## Verwendung in einigen Religionen
Insbesondere monotheistische Religionen (Jüdischer Glaube, Christentum, Islam) sprechen vom ewigen Gott oder vom ewigen Gottesreich sowie von ewigem Leben. Die Ewigkeit als Attribut Gottes drückt seine Existenz unabhängig und über zeitlichen Begriffen wie Anfang und Ende aus. Mit einem Konzept seiner Unveränderlichkeit ist sie nicht zwangsläufig verbunden.
Das dem Menschen verheißene ewige Leben führt zu einer Teilhabe an dieser Ewigkeit Gottes. Manche denken dies allerdings ausgehend von einem Anfang, nach dem zeitlichen Tod. Die Bibel hingegen (z. B. Joh 17,3 ) versteht Ewigkeit als Qualitätsbegriff. Ewigkeit beginnt demnach nicht erst nach dem Tod, sondern beginnt mit der Erkenntnis Gottes und Jesu Christi und ereignet sich in der Beziehung des Glaubenden mit Gott. Für den so Glaubenden ist der leibliche Tod ein Übergang in das vollendete ewige Leben, das seinen Anfang aber schon im „Neugeborenwerden“ (vgl. Joh 3 ) genommen hat.
Im Urtext der Bibel wurde der Zeitbegriff Äon (griechisch aion, aionion) z. B. von Luther neben „Welt“ zusätzlich auch mit Ewigkeit/ewig übersetzt, was auf den ersten Blick widersprüchlich erscheint, aber der Jenseitsvorstellung der neutestamentlichen Zeit geschuldet ist. Äon ist im griechischen Denken die Fülle der Welt, ihr Gesamtbestehen. Die nächste Welt (also das erwartete Jenseits) ist damit wieder ein Äon in seiner Fülle. Da dieser Äon nie mehr enden wird, ist die Übersetzung „Ewigkeit“ legitim.
Für viele mittelalterliche Philosophen und Theologen, insbesondere für viele „Mystiker“, und auch für einige Ausprägungen des Buddhismus bedeutet „Ewigkeit“ ein Leben in einer – ewigen, „stehenden“, von zeitlichen Differenzen befreiten – Gegenwart.
So schreibt Meister Eckhart:

„Das Nun, darin Gott den ersten Menschen schuf, und das Nun, darin der letzte Mensch vergehen wird, und das Nun, darin ich spreche, die sind gleich […] und sind nichts als ein Nun. […] darum ist in ihm [dem Menschen, der in der Gegenwart lebt] weder Leiden, noch Zeitfolge, sondern eine gleichbleibende Ewigkeit.“

Der frühneuzeitliche Autor Andreas Gryphius formuliert:

„Mein sind die Jahre nicht, die mir die Zeit genommen.
Mein sind die Jahre nicht, die etwa mögen kommen.
Der Augenblick ist mein, und nehm ich den in Acht,
so ist der mein, der Zeit und Ewigkeit gemacht.“

Man kann ähnliche Auffassungen auch Ludwig Wittgenstein zuschreiben. Dieser schreibt in seinem Tractatus 6.4311:

„Wenn man unter Ewigkeit nicht unendliche Zeitdauer, sondern Unzeitlichkeit versteht, dann lebt der ewig, der in der Gegenwart lebt.“

## Verwendung in der Rechtssprache
In der deutschen Rechtssprache wird der Begriff Ewigkeit durch die Bezeichnungen „Ewigkeitsklausel“ oder „Ewigkeitsgarantie“ für den Art. 79 Abs. 3 Grundgesetz verwendet. Danach sind das föderalistische Organisationsprinzip der Bundesrepublik Deutschland und zwei Artikel des Grundgesetzes wie die Unantastbarkeit der Menschenwürde (Art. 1 GG) sowie die am 23. Mai 1949 in Kraft getretenen allgemeinen Verfassungsgrundsätze (Art. 20 GG) für ewig vor Änderung und Abschaffung geschützt.